# 6087 Lupo
6087 Lupo (1988 FK) là một tiểu hành tinh vành đai chính bên trong được phát hiện ngày 19 tháng 3 năm 1988 bởi C. S. Shoemaker và E. M. Shoemaker ở Palomar.